# Studio für Elektronische Musik (Köln)
Das Studio für Elektronische Musik in Köln ist ein Tonstudio des Westdeutschen Rundfunks, das als weltweit erstes seiner Art gilt. Seine Geschichte spiegelt die Entwicklung der elektronischen Musik in der zweiten Hälfte des 20. Jahrhunderts wider. Das Studio war zunächst im Funkhaus Wallrafplatz untergebracht, von 1987 bis 2001 in WDR-Räumen in der südlichen Altstadt, danach provisorisch in Kellerräumen in Ossendorf. Seit 2022 ist eine Wiederbelebung und Zusammenführung mit dem Zentrum für Alte Musik in Ehrenfeld geplant. Das Studio wurde am 23. Oktober 2023 durch Überlassungsvertrag vom WDR an die Stadt Köln in städtisches Eigentum übergeben.

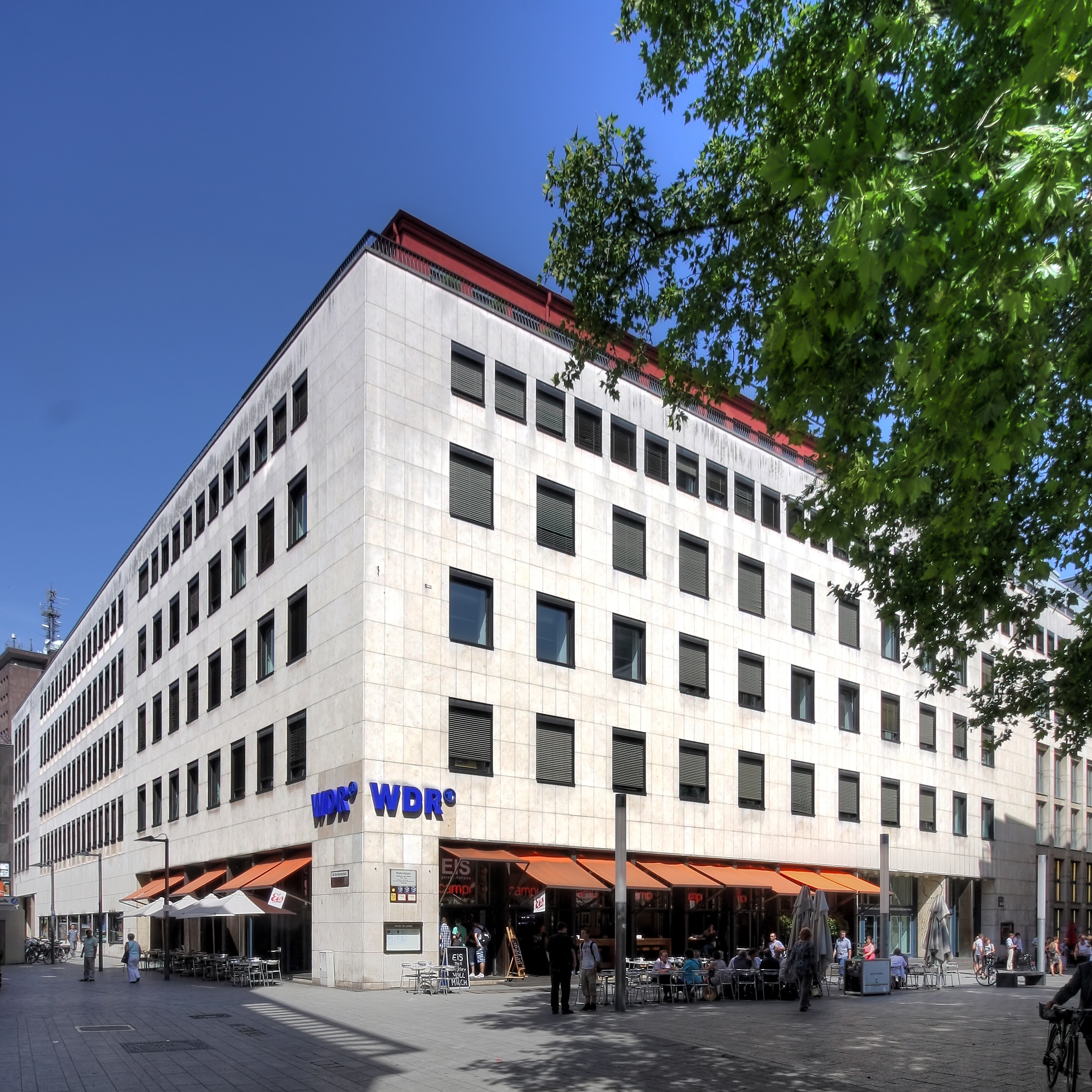
Westdeutscher Rundfunk, Wallrafplatz Köln. Studio für Elektronische Musik von 1952 bis 1986. (Foto 2011)

## Geschichte

### Gründung
Am 18. Oktober 1951 fand im damaligen Nordwestdeutschen Rundfunk eine Besprechung anlässlich einer Sendung eines Nachtprogrammbandes über elektronische Musik am Abend desselben Tages statt. Durch einen Bericht über diese Besprechung informiert, gab der Intendant des Senders, Hanns Hartmann, grünes Licht für die Einrichtung des Studios. Insofern kann dieser Tag als Gründungsdatum des Studios für Elektronische Musik angesehen werden.
An der Besprechung nahmen neben anderen teil: Werner Meyer-Eppler, Robert Beyer, Fritz Enkel und Herbert Eimert. Robert Beyer hatte bereits seit den 1920er Jahren von einer Klangfarbenmusik gesprochen. Er sah die Zeit reif für ihre Verwirklichung. Fritz Enkel war der Techniker, der die erste Einrichtung des Studios konzipierte. Herbert Eimert war Komponist, Musikwissenschaftler und -journalist. Er hatte in den 1920er Jahren eine Atonale Musiklehre geschrieben, die ihm die Entlassung aus der Kölner Musikhochschule einbrachte (später wurde er dort Professor). Er stand seit seiner Jugend auf der Seite des radikalen musikalischen Fortschritts und veranstaltete Konzerte mit Geräuschinstrumenten. Eimert wurde der erste Leiter des Studios für Elektronische Musik. Werner Meyer-Eppler war Dozent am Institut für Phonetik und Kommunikationsforschung der Bonner Universität. Er hatte 1949 als erster den Begriff „elektronische Musik“ im Untertitel eines seiner Bücher verwendet (Elektrische Klangerzeugung. Elektronische Musik und synthetische Sprache). Nach einer Bestandsaufnahme der bis dahin entwickelten elektronischen Musikinstrumente in diesem Buch entwickelte Meyer-Eppler in seinem Bonner Institut experimentell eines der grundlegenden Verfahren der elektronischen Musik, nämlich die kompositorische Musikgestaltung unmittelbar auf Magnettonband. Eine Abwandlung davon ist die Konkrete Musik.
Am Ende des genannten Berichtes wurde hingewiesen auf die Greifbarkeit der Herren Trautwein (Düsseldorf) und Meyer-Eppler (Bonn). Köln liegt zwischen Düsseldorf und Bonn. Friedrich Trautwein hatte Anfang der 1930er Jahre das Trautonium entwickelt, eines der frühen elektronischen Musikinstrumente. Eine Version des Trautoniums, das Monochord, wurde für das Studio geschaffen. Meyer-Eppler führte seine Experimente in Bonn mit einem Melochord durch. Harald Bode hatte dieses Instrument – nach Meyer-Epplers Wünschen modifiziert – konstruiert. Auch für das Kölner Studio wurde deshalb ein Melochord angeschafft. Das Monochord und vor allem das Melochord lassen sich als Vorläufer bzw. als Frühform des Synthesizers auffassen. Synthesizer spielten in der späteren Geschichte des Studios eine wichtige Rolle.

### Die Anfänge
Monochord und Melochord wurden im Kölner Studio zusammen mit weiteren Geräten verwendet. Ein Rauschgenerator lieferte ein Rauschsignal, wie es z. B. im UKW-Radio auf Frequenzen zwischen den Radiokanälen hörbar ist. Wichtig für Klangveränderungen waren Filter. Ein Oktavfilter schwächte ein Eingangssignal (wie z. B. das Rauschen) auf mehreren, eine Oktave breiten Frequenzbändern ab. Zwei Bandpassfilter ließen von einem Eingangssignal nur ein einziges Frequenzband durch. Bei den Bandpassfiltern war dieses Band, im Unterschied zum Oktavfilter, in Breite und Mittenfrequenz einstellbar. Daneben gab es einen so genannten Ringmodulator, der zwei Eingangssignale, im Unterschied zur additiven Mischung in einem Mischpult, multiplikativ mischte. Der Ringmodulator wurde zur starken Klangtransformation benutzt. Ein Oszilloskop diente zur Sichtbarmachung von Klängen. Ein Vierspurtonbandgerät erlaubte die Synchronisation mehrerer getrennt produzierter Abfolgen von Klängen. Zwei Einspurtonbandgeräte wurden zum Kopieren von einem Tonband auf ein anderes benutzt. Unter Benutzung des Mischpults ließen sich während des Kopierens weitere Klänge zusammen mit denen des ersten Tonbandes auf das zweite Tonband aufnehmen (ein Hauptgedanke Meyer-Epplers). Das Mischpult bestand aus zwei Gruppen zu jeweils acht Kanälen. Es hatte Fernsteuerungen für das Vierspurtonbandgerät und das Oktavfilter. Außerdem liefen hier Aus- und Eingänge aller Schallquellen, Filter, Modulatoren in einem Kreuzsteckschienenfeld zusammen, so dass die Verbindungen der einzelnen Geräte untereinander je nach Bedarf bequem herzustellen und zu verändern waren.
Weil ganz zu Beginn Monochord und Melochord noch nicht vorhanden waren – wohl aber Tonbandgeräte – beschränkten sich Robert Beyer und Herbert Eimert auf Klangmaterialien, die Meyer-Eppler in Bonn hergestellt hatte. Meyer-Epplers Bänder wurden bearbeitet und gemischt. Hiermit konnten Beyer und Eimert zwar noch nicht eigenständige Musik erzeugen, doch wesentliche Erfahrungen im Umgang mit der von Meyer-Eppler entwickelten Verfahrensweise machen. Als das Studio schließlich die oben beschriebene Form angenommen hatte, produzierten Beyer und Eimert – zusammen und alleine – einige Klangstudien. Diese Studien machen einen sehr freien Eindruck und verraten eine gewisse Unbekümmertheit bei ihrer Produktion. Wer die Klangfarben analoger Synthesizer kennt, wird hier so manchen vertrauten Ton hören können. Während Beyer ziemlich zufrieden mit den Ergebnissen gewesen zu sein scheint, war der strengere Eimert mit diesem improvisatorischen Spielen und Zusammensetzen nicht einverstanden. Eimert wollte das Kompositorische in der elektronischen Musik etablieren. Diese Meinungsverschiedenheit führte ein Jahr später zum Ausscheiden Beyers aus dem Studio.

### Serielle Musik und Sinustonkompositionen
Eimert folgte von nun an aktiv der Empfehlung aus dem eingangs erwähnten Bericht an den Intendanten: „Es wäre nur notwendig, diese Einrichtungen geeigneten, vom Rundfunk beauftragten Komponisten zugänglich zu machen.“ Das heißt, er lud junge Komponisten ein, die ihm geeignet erschienen, im Studio das Ideal einer komponierten elektronischen Musik zu verwirklichen. Seit Beginn der 1950er Jahre waren die radikalsten europäischen Komponisten zu der Zielvorstellung einer in allen Aspekten total organisierten Musik gekommen. Sie gingen dabei von der Zwölftonmusik aus, die aber nur die Tonhöhen organisierte (in Reihen von Tonhöhen). Der französische Komponist Olivier Messiaen hatte Ende der 1940er Jahre den Gedanken der Organisation von den Tonhöhen auch auf die Tondauern, -lautstärken und konzeptuell auch auf die Klangfarben übertragen. Messiaen hatte in Paris zwei Studenten, die seine Gedanken aufgriffen und fortan die bekanntesten Vertreter der – wie man sie nannte – seriellen Musik wurden: Pierre Boulez und Karlheinz Stockhausen. Boulez wurde in den 1970er Jahren Gründer und Leiter eines der wichtigen Institute auf diesem Gebiet, des IRCAM.
Stockhausen hatte in Paris schon Erfahrungen mit den verschiedenen Aufnahme- und Bandschnittverfahren sammeln können. Von daher wusste er, dass Tonhöhen, -dauern und -lautstärken zwar sehr genau bestimmt werden konnten, sich die Klangfarbe jedoch der seriellen Organisation entzog. Im Kölner Studio sah er die bereits erwähnten Instrumente Monochord und Melochord, die auf Empfehlung von Meyer-Eppler angeschafft worden waren, für die Produktion einer in allen Aspekten organisierten Musik als nutzlos an. Er wandte sich an Fritz Enkel, den Leiter der Messabteilung, und fragte nach Sinusgeneratoren. Er wollte die Klangfarben aus einzelnen Sinustönen nach eigenen kompositorischen Vorstellungen zusammensetzen.
In mühsamer Kleinarbeit wurde im Studio von Stockhausen, Eimert und anderen Komponisten wie Karel Goeyvaerts, Paul Gredinger, Gottfried Michael Koenig, Henri Pousseur, Bengt Hambraeus und Franco Evangelisti eine Zeit lang jeder Klang aus einzelnen Teiltönen „komponiert“. Eimert lieferte die Definition der seriellen Musik: „Die serielle Musik dehnt die rationale Kontrolle auf alle musikalischen Elemente aus.“ Der „Parameter“, wie man sagte, der sich dieser Kontrolle am längsten entzogen hatte, die Klangfarbe, wurde im Studio für Elektronische Musik komponierbar. Jeder Sinuston konnte in Frequenz, Amplitude und Dauer exakt bestimmt werden. Übereinander kopiert entstanden aus den Sinustönen Klänge oder Tongemische, deren Farbe direkt durch den Kompositionsplan bedingt war und nicht mehr von der Tradition (wie im Falle mechanischer Instrumente) oder des Instrumentenentwicklers abhing, wie etwa im Falle des Melochords.
Zugrunde lag der Gedanke, dass jeder Klang aus Sinustönen zusammengesetzt vorstellbar ist. Wegen des mit jedem weiteren Kopiervorgang zunehmenden Rauschens und zunehmender Verzerrungen war mit der vorhandenen Technik jedoch nur eine sehr beschränkte Anzahl von Sinustönen ohne gravierende Verluste an Tonqualität zusammensetzbar. Die entstandenen Klänge und Tongemische waren zwar nach Plan, doch einfach und grob strukturiert. Bei auf diese Weise entstandenen Stücken ist der Eindruck weniger der von Klangfarben, sondern von Akkorden. Theodor W. Adorno bemerkte dazu sinngemäß, elektronische Musik höre sich an, als werde Anton Webern auf der Wurlitzerorgel vorgetragen.
Die Komponisten selbst waren enttäuscht. Nur aus Sinustönen befriedigende Klänge zu synthetisieren, erfordert einen Einsatz von Technik, die in den 1950er Jahren nicht zur Verfügung stand. Die Komponisten suchten nach Möglichkeiten, die starren Klänge lebendiger zu machen und den Arbeitsaufwand zu verringern. Dabei machten sie Gebrauch von den Möglichkeiten, die sich im Sender boten, wie den Hallräumen zur Hinzufügung von Nachhall, und den im Studio verbliebenen Geräten, wie Ringmodulator und verschiedene Filter. Monochord und Melochord wurden nicht mehr verwendet, nur der Impulsgenerator im Monochord wurde verstärkt eingesetzt.
Ein Ziel der Arbeit im Studio war die Umsetzung von Klangfarbenübergängen. Übergänge, also Zwischenstufen, beispielsweise zwischen Tonhöhen oder Tonstärken, waren als Glissando bzw. Crescendo/Diminuendo schon mit traditionellen mechanischen Instrumenten und mit elektronischer Musik möglich. Kontinuierliche Tondaueränderungen waren als Tempobeschleunigungen und -verlangsamungen realisierbar. Klangfarbenübergänge jedoch – etwa ein Mittelding zwischen einem Trompetenklang und einem Geigenklang – waren und sind mit mechanischen Mitteln nicht darstellbar. Hier lag eine Aufgabe der elektronischen Musik, die Robert Beyer schon lange formuliert hatte.
Ab Mitte der 1950er Jahre wurden im Studio zur Klangerzeugung drei Arten von Generatoren verwendet: Der Sinustongenerator, der Rauschgenerator und der Impulsgenerator. Letzterer erzeugte keine andauernden Signale, sondern kurze Knackgeräusche. Der zeitliche Abstand zwischen den Knacken konnte eingestellt werden. Bei Abständen bis zu circa 1/16 Sekunde waren die Knackgeräusche noch einzeln wahrnehmbar. Bei kürzeren Abständen begann die Wahrnehmung einer Tonhöhe, die umso höher war, je kürzer die Abstände wurden. Es entstand ein Klang, der sehr viele und hohe Teiltöne enthielt und sehr schrill wirkte. Er war daher ein ideales Objekt für Filter, mit dem sich aus dem Klang die gewünschten Frequenzanteile wieder herausfiltern ließen.
Zum Oktavfilter und den Bandpassfiltern kam ein Terzfilter hinzu. Mit dem Terzfilter konnten Frequenzbänder vom Umfang des Intervalls einer Terz in ihrer Stärke angehoben und abgesenkt werden (Heute sind Terzfilter unter der Bezeichnung Graphic Equalizer gebräuchlich). Klänge mit vielen Teiltönen (so genannte Breitbandsignale) konnten so nach Wunsch „neu eingefärbt“ werden.
Ein weiterer Filter war ein so genannter abstimmbarer Anzeigeverstärker. Dieses Gerät – ein spezieller Bandpassfilter – konnte bei Bedarf auf eine so kleine Bandbreite eingestellt werden, dass er auf der eingestellten Mittelfrequenz selbst sinusförmig zu schwingen begann (sog. Filter mit Eigenresonanz oder auch self-oscillating filter genannt). Ansonsten konnte er zum Beispiel bei Breitbandsignalen einzelne Teiltöne isoliert hörbar machen.

### Einbeziehen von Schallmaterial
Stockhausen entschied sich nach zwei Sinustonkompositionen, auch Schallmaterial zu verwenden, das nicht von den Geräten im Studio erzeugt werden konnte, nämlich Sprache und Gesang. (Zweifellos wurde er dabei durch Meyer-Eppler beeinflusst, bei dem er in dieser Zeit Phonetik studierte.) Er stellte Verbindungen her zwischen den verschiedenen Kategorien der menschlichen Lauterzeugung auf der einen Seite und jenen der drei wesentlichen Arten der Klangerzeugung im Studio auf der anderen Seite. Vokale (a, e, i, o, u …) entsprachen dabei den Sinustönen und deren Kombinationen, Plosivlaute (p, k, t) den Impulsen und Frikativen (f, s, sch …) dem Rauschen. Stockhausen unterwarf einerseits die Aufnahme einer Kinderstimme den gleichen Manipulationen wie die im Studio erzeugten Klänge und Geräusche und versuchte andererseits, die Letzteren in verschiedenen Graden an die Stimmlaute anzunähern. Damit wollte er ein Kontinuum zwischen elektronischen und menschlichen Lauten erzielen. Jedenfalls war damit der erste Schritt getan in Richtung auf die Einbeziehung anderer Klangmaterialien als nur rein elektronisch erzeugter. Die elektronische Musik aus dem Kölner Studio näherte sich damit konzeptionell der Musique concrète aus Paris an.

### Weitere Vorstöße

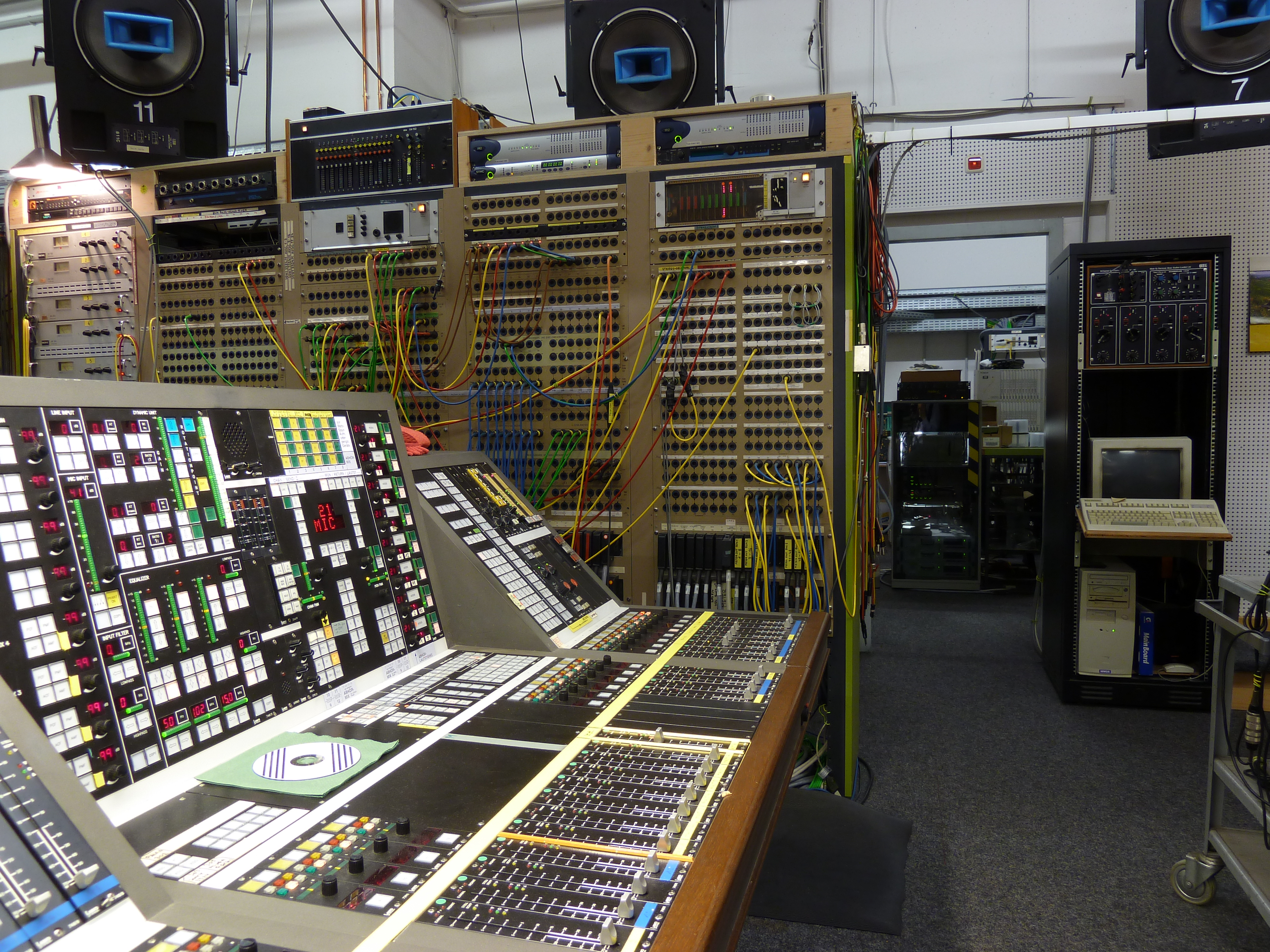
Lawo-PTR-Mischpult

Gottfried Michael Koenig, der im Studio Stockhausen und anderen Komponisten bei der Umsetzung ihrer Stücke assistierte, war selbst Komponist elektronischer Musik und vor allem der konsequenteste Theoretiker der elektronischen Musik. Ihn ließ vor allem das Instrumentalmusikalische nicht ruhen, das sich (trotz der Verbannung von Monochord und Melochord) nun über die „Instrumente“ Sinustongenerator, Rauschgenerator, Impulsgenerator hartnäckig in der elektronischen Musik hielt. Das Denken in den Parametern Tonhöhe, Tondauer, -stärke usw. war ja aus der Instrumentalmusik übernommen worden. Je länger nun im Studio Erfahrungen gesammelt worden waren, desto deutlicher wurde, dass diese Begriffe komplexen klanglichen Phänomenen, wie sie bei der intensiven Benutzung aller technischen Möglichkeiten entstanden, nicht mehr angemessen waren. Dies spiegelte sich auch an den Schwierigkeiten wider, die bei den Versuchen zur Notation der elektronischen Musik entstanden. Konnten einfache Sinustonkompositionen mit Angaben über Frequenzen, Dauern und Schallpegel noch vergleichsweise einfach graphisch dargestellt werden, war dies bei den zunehmend komplexeren Stücken ab Mitte der 1950er Jahre nicht mehr möglich. Koenig wollte eine Musik schaffen, die wirklich „elektronisch“, das heißt von den gegebenen technischen Möglichkeiten des Studios her gedacht war und nicht mehr versteckte Reminiszenzen an überlieferte instrumentale Vorstellungen mitschleppte. Er fing deshalb sozusagen bei Null an, fragte sich, was kann das einzelne Gerät, was für Kombinationen zwischen den Prozessen innerhalb mehrerer Geräte gibt es (gleichzeitig oder mittels Bandspeicherung nacheinander), und welche Möglichkeiten gibt es diese Prozesse zu steuern.
Praktisch stellen seine Stücke, die er bis 1964 im Studio verwirklichte, systematische Experimente zur Auslotung der elektronischen Klanglichkeit dar. Dabei war ihm aber theoretisch schon 1957 – zu einer Zeit also, als Max Mathews in den USA die allerersten Experimente mit der Klangerzeugung durch einen Computer machte – klar, dass die technischen Möglichkeiten dieses Studios doch sehr begrenzt waren. Wenn der Sinuston sozusagen das nicht weiter zerlegbare Element des Schalls war, konnte er mit seinen Eigenschaften Frequenz und Stärke immer noch als „instrumental“ aufgefasst werden. In einem Aufsatz, der einige von Koenigs Konsequenzen aus der Arbeit im Studio darstellt, sprach er von der einzelnen „Amplitude“, welche er bestimmen möchte. Ein Sinuston ist ja schon eine Reihe von aufeinander folgenden „Amplituden“. Heutzutage bezeichnet der Begriff Sample das, was Koenig meinte, nämlich die Elongation (Abstand von der Nullachse) eines Signals zu einem Zeitpunkt. Später entwickelte Koenig ein Computerprogramm, das Folgen von „Amplituden“ produzieren konnte ohne Rücksicht auf übergeordnete „instrumentale“ Parameter.
Stockhausen wendete in einem weiteren Werk dieser Zeit seine Idee vom Klangkontinuum auf instrumentale Klänge an. Die elektronischen Klänge sollten sich den Klängen von Schlaginstrumenten der Kategorien Metall, Holz und Fell annähern. Der Erzeugung „metallischer“ Klänge kam beispielsweise die Tatsache zugute, dass das Studio nun über eine Hallplatte zur Erzeugung von Nachhall verfügte. Außerdem wurde nach seinen Ideen eine Vorrichtung zur Rotation von Klängen im Raum gebaut, ein Rotationslautsprecher, dessen Klänge von um ihn aufgestellten Mikrophonen aufgenommen wurden.
Der Studioleiter Herbert Eimert verzichtete in seinem längsten „elektronischen“ Werk gänzlich auf durch Generatoren erzeugte Klänge und verwendete als Ausgangsmaterial ausschließlich die Aufnahme eines durch einen Schauspieler vorgetragenen kurzen Gedichtes. Hier wurde die Idee des Kontinuums eigentlich vollkommen verwirklicht, denn alles Hörbare stellt lediglich stärkere oder schwächere Abwandlung des Ausgangsmaterials dar (wobei die schwächste Abwandlung mit dem Original identisch ist, das am Anfang sowie in Teilen im weiteren Verlauf des Stückes zu hören ist). Bei der Produktion kam in herausragender Weise ein so genanntes Tempophon zur Verwendung. Damit konnten einerseits Dehnungen und Stauchungen von Dauern ohne Tonhöhenveränderung (Transposition) vorgenommen werden sowie andererseits Transpositionen ohne Daueränderung. Im Extremfall konnte damit ein kurzer Sprachlaut (z. B. das m in dem Wort 'Fischermann') auf beliebige Dauer verlängert werden.

### Modernisierung des Studios
Im Jahre 1962 wurde Herbert Eimert pensioniert. Sein Nachfolger in der künstlerischen Leitung des Studios wurde 1963 Karlheinz Stockhausen. Zusammen mit Gottfried Michael Koenig führte er eine Bestandsaufnahme und eine Einschätzung der Situation des Studios durch. Aus dem kompakten, ein Jahrzehnt zuvor von Fritz Enkel auf leichte Benutzbarkeit hin eingerichteten Studio war eine Ansammlung von Einzelgeräten geworden, die größtenteils für eine Anwendung miteinander gar nicht gedacht waren. Mittlerweile waren in anderen Studios und Forschungseinrichtungen schon wesentliche Schritte in Richtung auf eine bessere Integration der apparativen Einrichtungen getan worden. In der ersten Hälfte der 1960er Jahre wurden in den USA die Grundlagen zu dieser Integration verschiedener Geräte in Form der so genannten Spannungssteuerung gelegt. Mussten viele der Apparate im Kölner Studio bis in die 1960er Jahre hinein von Hand (z. B. durch das Drehen von Knöpfen) bedient werden, so erlaubte die Spannungssteuerung eine automatische Regelung etwa der Lautstärkeverläufe. Während dreier Jahre wurde die kompositorische Arbeit im Studio verringert. Es wurden Kontakte zu anderen Studios geknüpft, die bisherige Arbeit wurde dokumentiert. Das Studio zog in neue, größere Räume um, und es wurde sehr viel Geld in ein dem neueren Stand der Technik entsprechendes Instrumentarium investiert. In Amerika hatte Stockhausen die erwähnte Automatisierung kennengelernt, die er bei seinen Vorschlägen zur Neuausstattung des Studios bereits 1965 als wünschenswert bezeichnete. Dennoch dauerte es bis zum Anfang der 1970er Jahre, bis das Prinzip der Spannungssteuerung in das Kölner Studio einzog.

### Abkehr von seriellen Prinzipien und die weitere Entwicklung
Die Stücke, die im Studio produziert wurden, zeichnen sich durch eine Abkehr von strengen seriellen Verfahren der 1950er Jahre aus, zumal Gottfried Michael Koenig als letzter Vertreter der seriellen Musik das Studio 1964 verlassen hatte, um die Leitung des Instituts für Sonologie an der Rijksuniversiteit in Utrecht zu übernehmen. Jüngere Komponisten wie Johannes Fritsch, David Johnson und Mesías Maiguashca entwickelten die Möglichkeiten der elektronischen Klangerzeugung und -veränderung nun auf eher spielerische und unkonventionelle Weise. Ob elektronisch produziert und weiterverarbeitet oder mechanisch erzeugt, per Mikrophon aufgenommen und dann elektronisch manipuliert, kein Klang wurde grundsätzlich von der Verwendung in der elektronischen Musik ausgeschlossen. Stockhausen selbst legte Aufnahmen von Nationalhymnen einem seiner längsten elektronischen Werke zugrunde. Hinzu kamen Aufnahmen von Tierstimmen, Menschenmassen, Radiosendern, Baustellengeräuschen, Gesprächen usw. Das Hauptprinzip der Gestaltung wurde die Modulation von Eigenschaften eines Klanges durch die Eigenschaften anderer Klänge. So konnte der Lautstärkenverlauf einer Aufnahme beispielsweise beliebige Parameter eines elektronisch erzeugten Klangs beeinflussen. Mauricio Kagel legte in seiner Arbeit besonderen Wert auf komplexe Schaltungen der Geräte (einschließlich Rückkopplungen von Geräteausgängen in ihre eigenen Eingänge), um möglichst unvorhersehbare Ergebnisse herbeizuführen. Johannes Fritsch ließ einen Verstärker sein eigenes Rauschen und Brummen verstärken und machte es zum Klangmaterial einer Komposition. Mesias Maiguashca nahm Geräusche u. a. aus dem Kölner Hauptbahnhof und von Zugfahrten in die Musik auf (Telefun, 1963).
Von 1971 bis zu seiner Pensionierung 2007 wirkte der Toningenieur Volker Müller (geboren 10. April 1942; gestorben 16. Februar 2021) als technischer Leiter des Studios für Elektronische Musik und galt als „lebender Schaltplan und die menschliche Seele des Geräteparks“.

### Abbau und temporäre Nicht-Nutzbarkeit
Die Produktionsmöglichkeiten elektronischer Musik haben sich inzwischen massiv gewandelt. Die Geräte sind bezahlbar und transportabel geworden und durch den technischen Fortschritt viel einfacher zu bedienen Dies bedeutet z. B. für die Ausbildung im Bereich der elektronischen Musik, die wegen der in Köln ansässigen Hochschule für Musik eine Rolle spielte, dass bisher dominante technische Inhalte zunehmend in den Hintergrund treten. Damit haben sich die Anforderungen an ein Studio für elektronische Musik verändert. 1999 wurde es vom WDR geschlossen. Bedingt durch den Verkauf des Hauses, in dem das Studio untergebracht war, wurde das Studio im Jahr 2001 abgebaut und temporär in einem Kellerraum des WDR aufgebaut. Durch die räumliche Enge war eine Nutzung aller Geräte nicht möglich.

### Umzug nach Mödrath und Aufnahme in das Zamus
Im Juli 2017 gab der Westdeutsche Rundfunk bekannt, dass auf Anregung der Stiftung Haus Mödrath das Studio in ein Nebengebäude des Hauses Mödrath – dem Geburtshaus von Karlheinz Stockhausen – umziehen sollte. Seit Januar 2020 stand dieses Modell allerdings wieder in Frage.
Der Kölner Stadtrat hat am 3. Februar 2022 beschlossen, dass das Studio in das Zamus integriert werden soll. Damit beginnt eine vierjährige Ausbau- und Aufbauphase des Kreativzentrums, gefördert vom Ministerium für Kultur und Wissenschaft des Landes Nordrhein-Westfalen und der Stadt Köln.

### Überlassungvertrag mit der Stadt Köln und Standortsuche
Am 23. Oktober 2023 wurde ein Überlassungsvertrag mit der Stadt Köln geschlossen, die auch den Mietvertrag für den Kellerraum in Köln-Ossendorf, wo das Studio seit 2001 eingelagert ist, übernahm.
Der ursprüngliche Plan war den historische Komplex von Helios-Gelände und Rheinlandhalle in Köln-Ehrenfeld für das hier seit 2011 ansässige Zentrum für Alte Musik (ZAMUS) umzubauen und auf die doppelte Fläche zu erweitern. Das SEM hätte dort auf 250 m² öffentlich zugänglich gemacht werden sollen, für Führungen, Lehre, Vermittlung, Workshops, Stipendien, Produktions- und Forschungsresidenzen in Kooperation mit Musik- und Medienhochschulen. Dies hätte bis März 2025 geschehen sollen. Doch der Vertrag mit dem Eigentümer und Investor scheiterte an überzogenen Finanzforderungen und nun wird ein neuer Standort gesucht. Kulturdezernent Stefan Charles und Benjamin Thele vom KRM favorisieren eine Teilnutzung des Staatenhauses, das zurzeit noch der Oper Köln als Ausweichquartier dient.

## Trivia
Google widmete dem Studio am 18. Oktober 2017 zum 66. Jahrestag der Gründung ein Doodle in seiner Suchmaschine.

## Tonträger
Einen Überblick über die Stücke der 1950er Jahre bietet die von Konrad Boehmer produzierte CD:
- Acousmatrix – history of electronic music VI. Cologne – WDR. Bv Haast, 2004